# 中国红十字基金会
中国红十字基金会，简称中国红基会，成立于1995年3月15日，是中国红十字会总会主管、经中华人民共和国民政部登记注册的具有独立法人地位的全国性公募基金会，其宗旨是弘扬人道、博爱、奉献的红十字精神，致力于改善人的生存与发展境况，保护人的生命与健康，促进世界和平与社会进步。2008年，中国红基会被民政部授予“5A级基金会”。
目前，中国红基会主要实施两大系列的公益项目：一是助医领域的“红十字天使计划”，一是助学系列的“博爱助学计划”。两大系列下面又有很多子项目，如嫣然天使基金（救助唇腭裂儿童）、玉米爱心基金（白血病、卫生院）、捐建博爱小学等。